# بندامیر (زرقان)
بندامیر، روستایی در دهستان بندامیر بخش مرکزی شهرستان زرقان در استان فارس ایران است. این روستا، مرکز دهستان بندامیر است.
نام این روستا برگرفته از پل تاریخی بندامیر با قدمتی ۱۱۰۰ ساله است.

## جمعیت
بر پایه سرشماری عمومی نفوس و مسکن در سال ۱۳۹۵، جمعیت این روستا برابر با ۱٬۱۷۲ نفر (۳۶۰ خانوار) بوده است.